# Jeu de la NASA
Le jeu de la NASA (en anglais, Nasa Game) est un jeu de rôle utilisé pour la formation à l'animation d'équipes (management). Le scénario est le suivant :
une capsule spatiale s'est écrasée sur la Lune à plusieurs jours de marche du camp de base ; les astronautes disposent d'une liste de matériel qu'ils doivent classer par ordre du plus important au moins important, dans l'optique d'un voyage à pied (dans leurs combinaisons) vers le camp de base : canot pneumatique auto-gonflable, révolver et munitions, réserves d'air, eau, seringues de médicament...
Le jeu se déroule en deux parties : dans un premier temps, les participants font chacun leur classement individuellement, puis dans un deuxième temps, ils doivent discuter pour établir un classement commun.
À l'issue du jeu, on constate que le classement collectif est plus proche du classement « officiel » fait par la NASA que les classements individuels, ce qui permet de faire prendre conscience de l'intérêt du travail en équipe. Par ailleurs, la phase de discussion, en général filmée, permet de mettre en évidence les comportements naturels des membres d'un groupe lors d'une discussion, et souligne l'importance d'avoir un coordinateur et un mode de fonctionnement accepté par tous.
Il existe des variantes du scénario tel celui d'un avion s'écrasant dans le désert ou celui du naufrage d'un navire en mer. 
Ce jeu est également utilisé lors des sessions de recrutement de plusieurs candidat(e)s, qui auront à travailler en équipe au sein d'enseignes.